# Сандаве (народ)
Санда́ве (васандаве) — народ, населяющий территорию между реками Бубу и Мпонде в центральных районах Танзании (округ Кондоа).
Говорят на изолированном языке сандаве, рассматриваемом в рамках койсанской гипотезы (о Восточной Африке как прародине готтентотов и бушменов). Многие владеют также языками ньятуру и суахили (группа банту).
Носители архаической Y-хромосомной гаплогруппы А и древнейших митохондриальных гаплогрупп. В популяции сандаве чаще встречаются Y-хромосомные гаплогруппы E1b1a и E1b1b, с более низкими частотами встречаются Y-хромосомные гаплогруппы B2 и A3b2. Предки сандавов отделились от предков хадза (живущих всего в 150 км от них) 87 800 лет назад. Эти народы демонстрируют наибольшее разнообразие митохондриальных гаплогрупп и считаются древними автохтонами Танзании.
В основе традиционной социальной организации — мелкие группы из нескольких малых семей. Традиционные занятия — охота, собирательство, рыболовство; с начала XX века — также земледелие (в основном ручное), скотоводство (козы), птицеводство (куры).
Значительная часть сандаве восприняла элементы культуры соседних ньятуру (западные сандаве) и гого (южные сандаве). В верованиях широко представлены культы духов леса, животворной и вредоносной силы животных и растений, скал и др., магия.